# Multi-touch
En berøringsfølsom skærm med multi-touch er en teknologi som gør det muligt at kunne registrere flere (mindst to) samtidige eller sekvenstapning fingertrykninger og/eller fingertrækninger.
En standard trykfølsom skærm kan kun registrere én enkel punkttrykning med en pegepind eller fingertrykning - single-touch. Skærme med multi-touch vil i de allerfleste tilfælde også kunne fungere som single-touch
Der findes flere forskellige undergrupper af multi-touch:
- Et meget anvendt begreb er "dual-touch" eftersom dette giver mulighed for at anvende 2 fingre/pegeredskaber. Dette er den version af multi-touch, som understøttes af Windows 7.
- For multi-touch med flere end 2 fingre/pegeredskaber er der i skrivende stund behov for egen program-driver. Nogle leverandører understøtter 4 fingre. Andre understøtter 6. Det højeste er for øjeblikket 32 fingre (flere mennesker!), men dette vil sikkert ændre sig hurtigt. En del tegneprogrammer som Solid Works, osv kræver mindst 3 fingre for at kunne rotere en 3D-tegning (x-, y- og z-aksen).

## Historie
Historien af denne teknologi rækker helt tilbage til 60'erne. Hvor et lille firma kaldt IBM begynde at eksperimentere på en touchskærm. I 1972 kom et firma kaldt Control Data, dette firma udgav et produkt kaldt PLATO IV Computer, en terminal baseret computer brugt mest for læring. Denne brugte et single-touch på en 16x16 pixel overflade som sin bruger interface.
Til højre ser du en af de allerførste versioner af multi-touch. Som billede beskrivelsen siger blev dette udviklet ved CERN i 1977. Dette var den første multi-touch skræm.
1982 - Første Multi-Touch System - Nimish Mehta, University of Toronto 
Det allerførste multi-touch system var designet til computer input det var baseret på et frosted glass pane med et kamera, der opfangede finger bevægelse. Dette enkle interface, var afhængig af kameraet dette gjorde man kunne med multi-touch lave små tegninger.
1983 - Pioneer af Rich Gestures - Myron Krueger 
Myron Krueger skabte et vision-baseret multi-touch system, som gjorde det muligt at implementere et rigt sæt bevægelser, herunder dem, der var lig nutidens pinch-to-zoom funktioner.
1992 - Flip Keyboard - Bill Buxton
Den multi-touch pad, du ser på dagens bærbare havde sin oprindelse i et multi-touch pad integreret i bunden af et tastaturet.
2001 – Diamond Touch – Mitsubishi Research Lab
Diamond Touch, skabt af Mitsubishi Research Labs, er et multi-touch system, der projicerer et billede på et bord, der ligner den multi-touch-teknologi der er i iPhone. Faktisk er dens teknologi så tæt på iPhone, at Samsungs juridiske team tog et Diamond Touch bord til at forsøge at bevise, at Apples pinch-to-zoom patent ikke var gyldig.
Efter dette udkom Microsoft osv, med en tablet det også brugt multi-touch.

## Multitouch finger gestik
Multitouch finger gestikker er standardiserede bevægelser anvendt til at interagere med enheder med multi-touch-funktion. Multi-touch gestikker er tæt integrerede ind i mange 2-1 enheder, bærbare og desktop computersystemer, men er en en standard i alle smartphones, 2-1 enheder og tablets i dag. 
| Tap               |
| Dobbel tap        |
| Langt tryk        |
| Lodret rulning    |
| Panorér           |
| Vandret rulning   |
| To finger tap     |
| To finger rulning |
| Træk sammen       |
| Spred             |
| Rotér             |